# Sarıkemer, Söke
Sarıkemer là một thị trấn thuộc huyện Söke, tỉnh Aydın, Thổ Nhĩ Kỳ. Dân số thời điểm năm 2010 là 2.92 người.